# Mumford Cove
Mumford Cove ist eine private Luxus-Wohngegend in Südost-Connecticut in direkter Nachbarschaft von Groton Long Point, Noanks Haley Farm State Park, Palmer's Cove und Fisher's Island Sound. Sie gehört kommunal zu Groton. Das Gebiet wurde in den 1960ern erschlossen und es gibt eine Anzahl von Gebäuden aus dieser Zeit. In den letzten Jahren sind weitere Luxus-immobilien hinzugekommen. Die Preise liegen zwischen 500.000 und US-$ 2,5 Mio., im Gegensatz zum durchschnittlichen Preis von Immobilien in Groton mit etwa US-$ 220.000.
Mumford Cove verfügt über Sportanlagen, einen Strand und einen Hafen mit communal sail boats, sowie weitere Einrichtungen.
Bekannte Bewohner sind der ehemalige Gouverneur John N. Dempsey und Claire Gaudiani, Chairman of the New London Development Corporation und Präsidentin des Connecticut College.
Mumford Cove ist komplett privat und finanziert den Unterhalt von Straßen und öffentliche Aufgaben durch Gebühren, die von den Einwohnern erhoben werden. Daher ist es auch nicht erlaubt, das Gebiet zu betreten.
Eine vergleichbare Siedlung in der Nähe ist Mason’s Island, in Stonington.
Mumford Cove erlebte in den 1970ern ökologische Krisen, weil ungeklärte Abwässer in die Bucht und die Salzmarschen eingeleitet wurden. Nach umfangreichen Naturschutzmaßnahmen hat die Wasserqualität heute beinahe wieder das ursprüngliche Niveau erreicht.